# العلاج بالتغذية الطبية
العلاج بالتغذية الطبية (MNT) هو منهج علاجي لمعالجة الأمراض الطبية والأعراض المتصلة بها عن طريق اتباع نظام غذائي معين يضعه ويتابع تنفيذه أخصائيو تغذية مسجل. ويرتكز هذا النظام الغذائي على التاريخ الطبي والنفسي الاجتماعي للمريض، علاوة على الفحوص الطبية وتاريخ النظام الغذائي للمريض. يتمثل دور العلاج بالتغذية الطبية في تقليل خطر تطور المضاعفات في حالات ما قبل الإصابة بالمرض مثل السكري فضلاً عن تخفيف آثار الحالات الموجودة مثل ارتفاع نسبة الكوليسترول.
وهناك العديد من الحالات الطبية التي تتطور أو تسوء بسبب اتباع نظام غذائي غير مناسب أو غير صحي.
على سبيل المثال، استخدام المغذيات الكبيرة قبل طعام الحمية الغذائية في وقت محدد في مرض السكري من النوع 2. 

## التعاريف
إن العلاج بالتغذية الطبية هو استخدام خدمات التغذية المحددة لعلاج مرض أو إصابة أو حالة. قدمته الجمعية الأمريكية للتغذية لتحسين تشكيل عملية العلاج التغذوي. يشمل تقييم الحالة التغذوية للعميل والعلاج الفعلي متضمن العلاج التغذوي، والاستشارة، واستخدام المكملات التغذوية المتخصصة. بدأ اخصاء الحمية التغذية العلاج بالتغذية الطبية كتدخل غذائي لمنع الحالات الصحية الآخرى أو علاجها التي تسببها العادات الغذائية غير الصحية أو التي تزداد سوءًا. 
بينما، تعد التغذية الطبية مصطلحًا أوسع يصف التغذية في سياق طبي.

## احتياجات الحمية الغذائية وعملية المرض
عادة، يحصل الأفراد على العناصر التغذوية الضرورية التي تحتاجها أجسادهم من خلال الحميات الغذائية اليومية العادية التي تعالج الأطعمة ونسبة لذلك داخل الجسم. ومع ذلك، يوجد ظروف مثل المرض والضيق والإجهاد وظروف أخرى قد تمنع الجسم من الحصول على المواد التغذوية الكافية من خلال الوجبات الغذائية. في مثل هذه الحالات، قد تكون هناك حاجة إلى مكملات تغذوية وضعت خصيصاً لحالتهم الفردية. هذا يمكن أن يأتي في صورة التغذية الطبية. 

## المزايا
▪ تأتي المزايا التالية مع التغذية الطبية: 
يمكن للتغذية الطبية أن تفيد الأشخاص الذين يعانون من حالات صحية مختلفة مثل السرطان، داء الانسداد الرئوي المزمن، والبول السكري، واضطرابات الأكل، والحساسية الغذائية، واضطرابات الجهاز الهضمي، و اضطرابات الجهاز المناعي مثل فيروس نقص المناعة البشرية/الإيدز، والاضطرابات الوراثية التي تؤثر على عملية الاستقلاب، وفقدان الوزن اللاإرادي، وأمراض الكلى، وضمور اللحم، والشفاء من الجراحة، والحمل وهشاشة العظام، والقرح، وغيرها من الحالات الأخرى.
▪ عادةً ما تكون فعالة للغاية في علاج مرض السكري من النوع 1 أو من النوع 2.
▪ يمكن أن تساعد المرء على العيش بشكل أفضل في أي عمر.

## العيوب
العيوب التالية تابعة للتغذية الطبية: 
▪ قد يحتاج المريض إلى اتباع حمية غذائية صارمة لمعرفة الفوائد أثناء استخدام خطة التغذية الطبية.
▪ يمكن لبعض أشكال التغذية الطبية أن تكون مكلفة للغاية؛ قد لا يستطيع مريض فقير تحمل تلك النفقات.

## وصلات خارجية
- American Dietetic Association
- Food Matters, a documentary on the healing effects of nutrition and nutrition therapy